# Municipio VI (2001-2013)
Pour l’article homonyme, voir Municipio VI (2013).

Localisation de l'ancien Municipio VI sur la carte administrative de Rome avant 2013.

Le  Municipio VI, dit Prenestino, est une ancienne subdivision administrative de Rome située à l'est du centre de la ville.

## Historique
En mars 2013, il est fusionné avec l'ancien Municipio VII pour former le nouveau Municipio V.

## Subdivisions
Il était composé des quartiers de : 
- Tiburtino (partiellement),
- Prenestino-Labicano,
- Tuscolano,
- Collatino.

Il était également divisé en quatre zones urbanistiques :
- 6a - Torpignattara
- 6b - Casilino
- 6c - Quadraro
- 6d - Gordiani